# Earnley
Earnley är en ort och civil parish i Storbritannien.   Den ligger i grevskapet West Sussex och riksdelen England, i den södra delen av landet, 100 km sydväst om huvudstaden London. Earnley ligger 4 meter över havet och antalet invånare är 447.
Terrängen runt Earnley är mycket platt. Havet är nära Earnley åt sydväst.  Närmaste större samhälle är Portsmouth, 18,6 km väster om Earnley. Trakten runt Earnley består till största delen av jordbruksmark.